# Bimbini
Bimbini ist ein Küstenort auf den Komoren, der auf der Insel Anjouan liegt. Während der Volkszählung 1991 wurden 1276 Personen gezählt, die aktuelle Schätzung von 2009 geht aber von 2247 Einwohnern aus. Im Ort gibt es eine Moschee.